# Jaume Monzó
Jaime o Jaume Monzó Cots (Barcelona, España; 31 de octubre de 1946-Ibidem., 7 de enero de 2020) fue un nadador olímpico, campeón y plusmarquista de España en estilo espalda.

## Biografía

### Trayectoria deportiva
Jaime Monzó formó parte del Club Natació Montjuïc de Barcelona, con el que se proclamó seis veces campeón de España de 200 metros espalda, batiendo el récord nacional en diez ocasiones. En aguas abiertas destaca su victoria en la Copa Nadal de 1965 ganando por 1,32 segundos. 
Fue el segundo español en lograr una medalla en un Campeonato de Europa de Natación, con la plata obtenida en los 200 metros espalda en Utrecht 1966. Disputó esta misma prueba en los Juegos Olímpicos de México 1968 y en los Juegos Mediterráneos de 1963, donde acabó sexto en la final. En los Juegos Mediterráneos de 1967 obtuvo el bronce en los 100 metros espalda.

### Tras la retirada de su carrera deportiva
A pesar de retirarse, siguió compitiendo en categorías de veteranos y en 2009 ingresó en la junta directiva de la Federación Catalana de Natación. Paralelamente, desarrolló una carrera profesional como arquitecto técnico, participando en obras como la remodelación de la Piscina Sant Jordi de Barcelona. en 2 años se murió

## Premios y reconocimientos
- Placa de honor de la Real Federación Española de Natación (1965)[6]
- Trofeo Joaquín Blume, al mejor deportista español joven, de los Premios Nacionales del Deporte (1967)[7]
- Medalla de Plata de la Ciudad de Barcelona al Mérito Deportivo (1968)[8]